# Tryptyk modeński
|                                                                 |                                                               |
| Tryptyk modeński                                                |                                                               |
| Tryptyk modeński (przód), ok. 1568, część środkowa 37 x 2,8 cm, | Tryptyk modeński (tył), skrzydła 24 x 18 cm, Galleria Estense |

Tryptyk modeński – tryptyk hiszpańskiego malarza pochodzenia greckiego Dominikosa Theotokopulosa, znanego jako El Greco znajdujący się w Galleria Estense w Modenie. Dzieło jest sygnowane: ręką Dominikosa. 

## Geneza
Nazwa tryptyku pochodzi od miejsca jego przechowywania, miasta Modeny. Dzieło zostało ponownie odkryte w 1937 roku w piwnicach Estense. Zostało wykonane pod koniec pobytu El Greca na Krecie, na zlecenie nieznanego mecenasa pochodzącego z jakiegoś kreteńsko-weneckiego rodu. Zalicza się je do przejściowego okresu artystycznego rozwoju malarza: przejścia artysty od postbizantyjskiego malarza ikon do europejskiego malarza inspirującego się na łacińskiej tradycji. Złota rama ozdobna była typowa dla kreteńskich artystów z XVI wieku. Ikonograficzne elementy wskazują, iż El Greco wzorował się również na grafikach z zachodniego regionu Morza Śródziemnego. Ta dwujęzyczność obrazu jest charakterystyczna dla dzieł powstałych pod koniec okresu kreteńskiego. 

## Datowanie obrazu
Według najnowszych monografii El Greca, obraz powstał po przyjeździe El Greca do Wenecji. Brytyjski badacz twórczości Greka podaje datę gdzieś pomiędzy styczniem a sierpniem 1568 roku. Jacques Lassaigne, francuska kurator Muzeum d'Art Moderne de la Ville w Paryżu, również uznaje to dzieło za pierwszą pracę młodego artysty w Wenecji, ale podaje datę jego powstania 1561–1565. Fakt ten może wynikać z tego, że Lassaigne mylnie datuje przybycie El Greca do Wenecji (na rok 1560). Michael Scholz-Hänsel datuje tryptyk na lata 1560-1565.

## Opis tryptyku
Nastawa ołtarzowa składa się z sześciu scen. W części przedniej po prawej stronie znajduje się Chrzest Chrystusa, po lewej Pokłon pasterzy a w środku artysta przedstawił Koronację chrześcijańskiego rycerza. Rewers tryptyku ozdabia w środku Widok Góry Synaj, po lewej stronie Zwiastowanie, po prawej Napomnienie Adama i Ewy.   
Obok tradycyjnych tematów biblijnych, El Greco w centralnych częściach decyduje się na bardzo rzadkie przedstawienie motywu Koronacji chrześcijańskiego rycerza i Górę Synaj. W tym pierwszym dominująca postacią jest Chrystus niosący sztandar zmartwychwstania stojący na wielkiej księdze. U jego stóp leżą kości oraz diabeł, a po prawej stronie znajdują się wizerunki dwóch aniołów z kielichem i hostią.  Wokół Chrystusa El Greco umieści szereg symboli religijnych: drabinę Jakubową, krzyż podtrzymywany przez aniołów czy kolumnę Chrystusa, z którą mocują się kolejne postacie anielskie. U dołu sceny widoczne są trzy kobiece alegorie Wiary, Miłości i Nadziei. Po ich obu stronach widać szereg postaci stanowiących grupę osób potępionych i błogosławionych.     
W Górze Synaj, artysta umieszcza dodatkowo u podnóża góry klasztor Świętej Katarzyny. Wszystkie części charakteryzują się niezwykłym wrażeniem blasku. Efekt taki El Greco uzyskiwał dzięki użyciu złotego podkładu. W Sztuce bizantyjskiej złoto stanowiło tło, El Greco wykorzystywał je jako podkład, warstwę wstępną na której malował krajobrazy.  